# Земљенград
Земљенград или Земљинград или Земунград (стсл. Земльнь, локални назив: Земун) је средњовековни систем тврђава, који се састоји од 5 тврђава, смештених дуж читаве дужине Земенске клисуре на реци Струма.
Данас се на многим местима у околини могу видети темељи дебелих камених зидова на којима су стајала висока појачања. Били су део система тврђаве Земљинград. Земљинградска тврђава налази се на десној обали реке Струме. Са три стране је затворен меандром реке, неприступачне стене које се уздижу и до 130 м изнад нивоа. На многим местима дуж земенске клисуре видљиви су темељи дебелих камених зидова на којима су се уздизали високи бедеми.
Студија Земљинградске тврђаве, изведена 1970-их, показује да остаци тврђаве показују интензиван живот у четири историјске ере, што је најзначајније биће из раног византијског доба и Другог бугарског царства. Тврђава заузима мали каменит врх окружен са три стране реке Струме. Зидови тврђаве прате обрис терена, обухватајући површину од око 15 хектара. Израђени су од ломљеног камена и малтера. Унутар тврђаве налазе се темељи стамбених и пољопривредних зграда, црква и кула са седам зидова — донжон. Војно-одбрамбени значај тврђава землинградског система повећао се у другој половини 10. века, када се центар бугарске државе преселио из Преслава у Средец и Охрид, а опасност од византијских окупатора повећала се. Дугогодишња херојска одбрана перничке тврђаве војвода Кракра позната је од тада. Утврђивања Земљине несумњиво су играла велику улогу у показаној снази и неприступачности.
Земљинград се први пут помиње као једна од тврђава коју је преузео Стефан Немања пре него што је поражен у бици за Мораву. 
По свему судећи, цар Михајло III Шишман, након битке код Велбужда, отишао је овде. Одатле су Стефан Дечански и Стефан Душан прошли на чувени састанак у Мраку. Низ реке је била црква Спасовица.
Током ископавања откривени су новчићи из 16. па и средине 17. века. Вероватно је у то време тврђава била резиденција турског бега или спахија - све до времена тзв. велики турски рат. 
Даље уз реку је данашњи град Земен, где почиње „регион таме” — Мрака.